# .kp
.kp je državna vrhnja domena (ang. Country Code Top Level Domain - ccTLD) za Severno Korejo. Aktivna je od leta 2007. Od takrat z njo upravlja Star Joint Venture.